# 트윅스

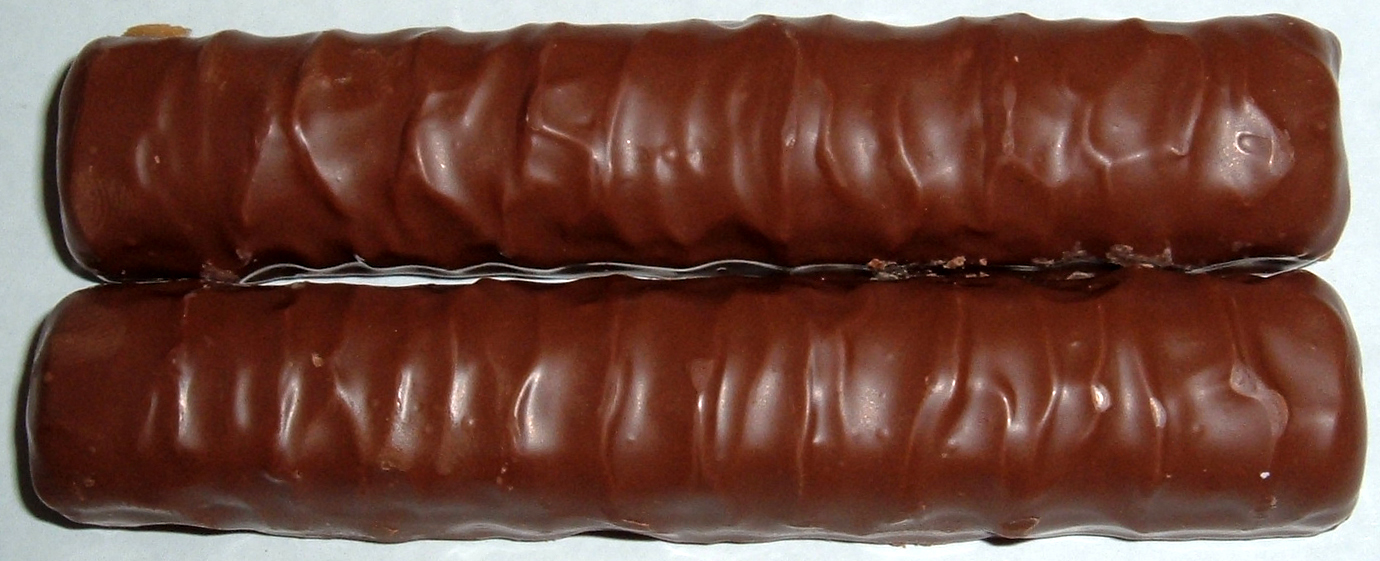
포장지를 뜯은 트윅스.

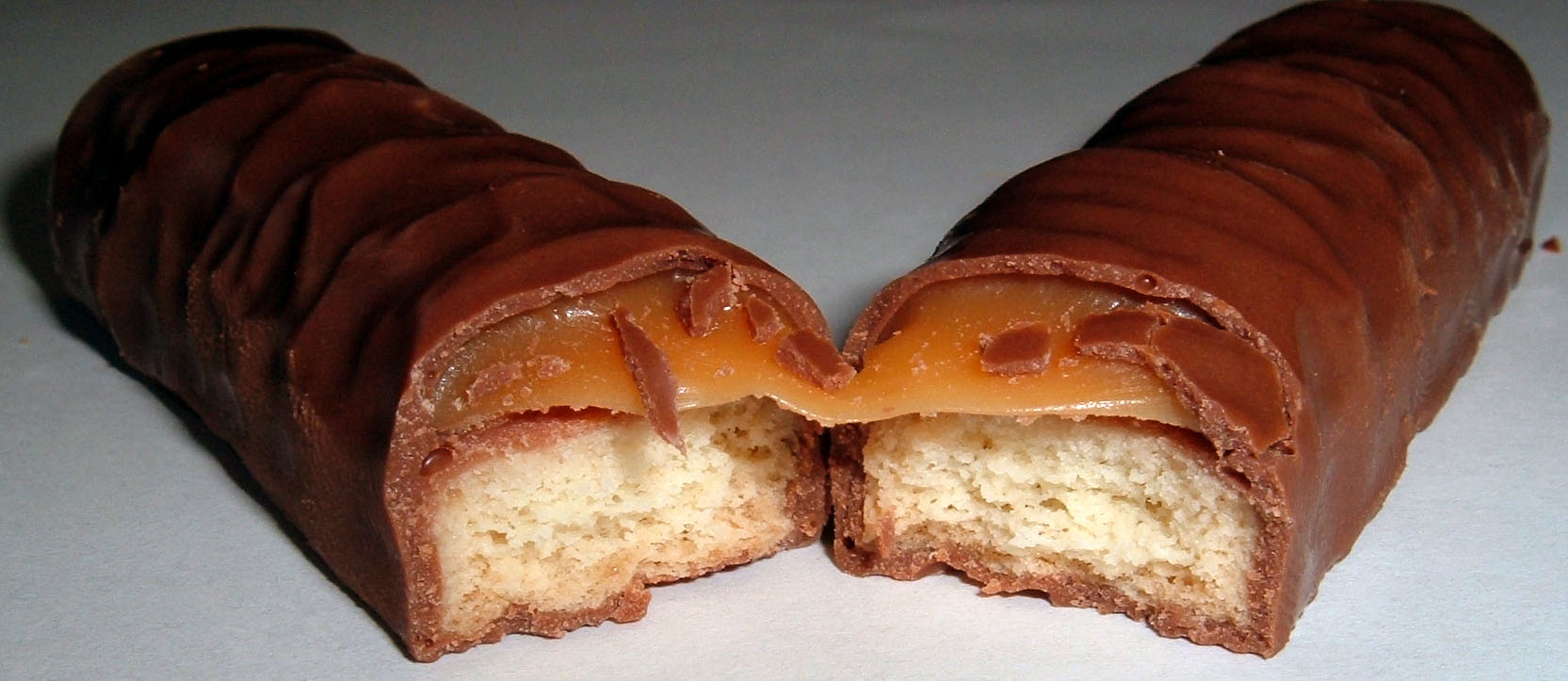
트윅스의 내부.

트윅스(Twix)는 마즈에서 만들고 있는, 버터 쿠키 위에 캐러멜을 얹고 밀크 초콜릿을 씌운 초콜릿 바의 상표명이다. 참고로, 트윅스란 브랜드명은 twin biscuits을 의미하는 twin and bix에서 유래했다.
```
트윅스는 다른 초콜릿 바와 달리 보통 한 봉지에 두 개씩 들어 있다. 트윅스는 1967년 
영국
에서 처음 출시되었고
[
1
]
, 1979년에는 
미국
에 도입되었다
[
출처 필요
]
. 한국에서는 2018년 겨울 한정판으로 트윅스 다크와 트윅스 진저가 출시되었다.
```

오스트리아, 벨기에, 덴마크, 핀란드, 프랑스, 도이칠란트 그리스, 이탈리아, 네덜란드, 폴란드 포르투갈, 스페인, 스웨덴 스위스, 노르웨이 등지에서는 오랫동안 트윅스를 레이더(Raider)라고 불렀는데, 세계적으로 브랜드명을 통일하기 위해 1991년 이름이 바뀌었다. 핀란드, 덴마크, 노르웨이, 스웨덴, 터키에서는 2000년에 이름이 바뀌었다.

## 같이 보기
- 스니커즈
- 아트라스
- 초콜릿